# Cuoiopelli Cappiano Romaiano
Dernière mise à jour : 2 août 2011.
Le Cuoiopelli Cappiano Romaiano a été un club italien de football de Santa Croce sull'Arno et de Fucecchio (province de Florence) surnommé CuoioCappiano. Le club n'existe que pendant six ans, et est le fruit d'une fusion, ensuite dissoute, entre Polisportiva Cappiano Romaiano 1943 et Unione Calcio Cuoiopelli. Il évolue durant ces six saisons en Ligue Pro Seconde Division, anciennement dénommée Serie C2, le quatrième niveau national du football italien.

## Historique
- 2003 - Cuoiopelli Cappiano Romaiano né de la fusion de Polisportiva Cappiano Romaiano 1943 et du club Unione Calcio Cuoiopelli
- 2009 : Séparation de Cuoiopelli et Cappiano Romaiano, qu'ils refonte respectivement comme  Unione Calcio Cuoiopelli, qui joue en Promozione (7e division) et comme Ponte a Cappiano F.C. qui joue en Prima Categoria (8e division).